# Charles R. Seeling
Charles R. Seeling est un producteur, un directeur de la photographie, un réalisateur et un scénariste américain, né le 4 avril 1895 dans le New Jersey et mort le 13 octobre 1951 à Pasadena (Californie).

## Filmographie partielle

### Comme réalisateur
- 1921 : The Jack Rider
- 1921 : The Vengeance Trail
- 1921 : Western Firebrands
- 1922 : Across the Border
- 1922 : The Cowboy King
- 1922 : Rounding Up the Law
- 1923 : The Apache Dancer
- 1923 : Cyclone Jones
- 1923 : End of the Rope
- 1923 : Mysterious Goods
- 1923 : $1,000 Reward
- 1923 : Purple Dawn
- 1923 : Tango Cavalier
- 1924 : The Avenger
- 1924 : Deeds of Daring
- 1924 : The Eagle's Claw
- 1924 : Stop at Nothing
- 1924 : Yankee Madness
- 1925 : Fangs of Wolfheart
- 1925 : Wolfheart's Revenge

### Comme scénariste
- 1922 : Across the Border
- 1923 : Purple Dawn
- 1924 : Yankee Madness

### Comme directeur de la photographie
- 1918 : The Dawn of Understanding de David Smith
- 1918 : A Gentleman's Agreement de David Smith
- 1918 : The Girl from Beyond de William Wolbert
- 1919 : La Petite Princesse (A Yankee Princess), de David Smith
- 1919 : La Maison du bonheur (The Enchanted Barn), de David Smith
- 1919 : Fiancé malgré lui (The Wishing Ring Man), de David Smith
- 1920 : Le Fou de la vallée (Pegeen) de David Smith